# Karolina Skrzyńska
Karolina Skrzyńska (ur. 18 stycznia 1988 w Gliwicach) – polska piosenkarka, lirniczka, autorka muzyki i tekstów tworząca na pograniczu muzyki world, folku, popu i muzyki filmowej.

## Życiorys
Urodziła się w Gliwicach, gdzie uczęszczała do Państwowej Szkoły Muzycznej I i II stopnia, w klasie skrzypiec i śpiewu solowego. Ukończyła liceum ogólnokształcące w klasie o profilu dziennikarskim. Jako nastolatka występowała na deskach Gliwickiego Teatru Muzycznego w musicalach młodzieżowych.
Po szkole średniej przeprowadziła się do Krakowa, gdzie studiowała Teatrologię na Uniwersytecie Jagiellońskim. W tym czasie założyła Grupę Teatralną Studentów Uniwersytetu Jagiellońskiego "Bez Maski", z którą wystawiła swój autorski spektakl oparty na twórczości Tadeusza Nowaka, współpracowała też z Dziennikiem Teatralnym jako recenzent. Studia ukończyła z wyróżnieniem, rozpoczęła studia doktoranckie.
W 2010 roku została laureatką Studenckiego Festiwalu Piosenki, w następnym latach została też nagrodzona na Ogólnopolskim Festiwalu Piosenki Artystycznej w Rybniku, Piostur Gorol Song w Andrychowie, Festiwalu Twórczości Korowód w Krakowie, Festiwalu Śpiewających Poezję Łaźnia w Radomiu. 
W 2011 roku została finalistką Festiwalu Folkowego Polskiego Radia Nowa Tradycja, a w roku 2012 międzynarodowego Przeglądu Piosenki Aktorskiej we Wrocławiu.
W 2013 roku nakładem Wytwórni Mystic Production ukazał się jej debiutancki, autorski album W oddali, promowany singlami: Strach spadania, Hej w oddali, Przedwiośnie. Płyta została nominowana do tytułu Folkowego Fonogramu Roku 2013 Polskiego Radia.
W tym samym roku wzięła udział w nagraniach muzyki do filmu Janusza Zaorskiego Syberiada Polska, gdzie wykonała romanse rosyjskie.
W 2014 roku została nagrodzona nagrodą im. Czesława Niemena na LI Krajowym Festiwalu Piosenki Polskiej w Opolu, w koncercie SuperDebiutów.
Tydzień wcześniej zajęła drugie miejsce oraz otrzymała nagrodę specjalną Włodka Pawlika na Europejskich Integracjach Muzycznych.
Od 2013 roku współpracuje ze Stowarzyszeniem K40, gdzie prowadzi Teatr Dzieci Niepełnosprawnych Intelektualnie Wielkie Jajo, utworzyła teatr dla seniorów Teatralnia, a także przygotowuje oprawę muzyczną Salonów Poezji w Łazienkach Królewskich. Od 2014 roku jest członkiem Międzynarodowego Stowarzyszenia Sztuki Wokalnej Natural Voice Perfection. W tym czasie związała się także z Międzynarodowym Ośrodkiem Praktyk Teatralnych Gardzienice.
W latach 2015 - 2020 prowadziła na antenie Canal+ program "Nie przegap".
29 września 2017 roku nakładem Agencji Muzycznej Polskiego Radia, ukazał się jej drugi autorski album "Palcem po wodzie". W nagraniach udział wzięli znani w polskim folkowym świecie muzycy: Bart Pałyga, Mateusz Szemraj, Wojciech Lubertowicz, Hubert Giziewski i Jakub Mielcarek a także wokalistki związane m.in. z OPT Gardzienice: Magdalena Pamuła, Dorota Kołodziej, Aleksandra Zawłocka.
W 2020 roku została stypendystką Ministra Kultury i Dziedzictwa Narodowego. W ramach stypendium napisała książkę poświęconą śpiewu i pracy z głosem U źródła - o sile naturalnego śpiewu.
Bierze czynny udział w nagraniach muzyki filmowej i do gier komputerowych. Jej głos i partie instrumentalne usłyszeć można m.in. w grach War Hostpital, Bellwright, jest też główną solistką ścieżki dźwiękowej skomponowanej przez Antoniego Wojnara do serialu TVP Dewajtis.
W 2023 roku została zaproszona do współpracy przez L.U.C. przy ścieżce dźwiękowej do malowanej wersji Chłopów. Ścieżka dźwiękowa oraz singiel Koniec lata (kolaboracja: L.U.C, Rebel Babel, Bela Komoszyńska, Kwiat Jabłoni, Karolina Skrzyńska) w tym samym roku zostały polskim kandydatem do Oscara, w kategorii "best original score" i "best original song". W październiku 2024 roku, podczas koncertu "Chłopi - Tańcuj" na warszawskim Torwarze, artystka za swój wkład w album nagrodzona została platynową płytą. 

## Dyskografia
Albumy studyjne
| Tytuł            | Dane dot. albumu                                                                        |
| ---------------- | --------------------------------------------------------------------------------------- |
| W oddali         | - Data: 28 maja 2013 - Wydawca: Mystic Production                                       |
| Palcem po wodzie | - Data: 29 września 2017 - Wydawca: Agencja Muzyczna Polskiego Radia                    |
| Chłopi           | L.U.C & Rebel Babel Film Orchestra - Data: 27 października 2023 - Wydawca: Agora Muzyka |

Notowane utwory
| "Przedwiośnie"              | 2014 | 5 | W oddali |
| "—" utwór nie był notowany. |      |   |          |

Kompilacje różnych wykonawców
| Album                       | Rok  | Utwór                         |
| --------------------------- | ---- | ----------------------------- |
| Między ciszą a ciszą vol. 2 | 2012 | Karolina Skrzyńska – Szeptane |